# Loxosceles intermedia
Espèce
Synonymes
- Loxosceles ornatus Mello-Leitão, 1938

Loxosceles intermedia est une espèce d'araignées aranéomorphes de la famille des Sicariidae.

## Distribution
Cette espèce se rencontre au Brésil dans les États de Rio de Janeiro, de São Paulo, du Rio Grande do Sul et au District fédéral et en Argentine dans la province de Córdoba,.

## Description
Le mâle décrit par Gertsch en 1967 mesure 8,5 mm et la femelle 8,5 mm.

## Publication originale
- Mello-Leitão, 1934 : Especies brasileiras do genero Loxosceles Lowe. Annaes da Academia Brasileira de Sciencias, vol. 6, no 2, p. 69-73.